# Nebezpečný prostor
Nebezpečný prostor (angl. Dangerous Area ) je část vzdušného prostoru, která slouží ochraně letadel. 
Vertikální i horizontální hranice mohou být různé (spodní hranici tvoří většinou zemský povrch). Nebezpečné prostory (v ČR označené LKD+pořadové číslo) se zřizují nad objekty, nad kterými může být nebezpečné prolétat. (V ČR typicky nad kompresorovými stanicemi na plynovodu, které čas od času vypouštějí plyn do atmosféry).
Nebezpečným prostorem je možné proletět, ale je doporučeno se mu vyhnout.